# Prothusteron
Prothusteron (of proteron husteron, afgeleid van het Griekse proteron, dat eerder betekent, en husteron, dat later betekent is een stijlfiguur in de taalkunde.
Bij deze stijlfiguur wordt de chronologie van de betekenis van woorden omgedraaid om een nadrukkelijk effect te bereiken.
Voorbeelden:
- Hij is daar grootgebracht en geboren
- Daar werd hij vermoord en verraden.